# تپه نجم‌آباد
تپه نجم‌آباد مربوط به سدهٔ ۶ تا ۱۲ ه.ق است و در شهرستان نظرآباد، روستای نجم‌آباد واقع شده و این اثر در تاریخ ۲ بهمن ۱۳۸۲ با شمارهٔ ثبت ۱۰۸۳۶ به‌عنوان یکی از آثار ملی ایران به ثبت رسیده است.